# Emzar Bedynejišvili
Emzar Bedynejišvili (gruzínsky ემზარ ბედინეიშვილი) nebo (řecky Εμζάριος Μπετινίδης (Emzarios Bedinidis)), (* 16. srpna 1973) je bývalý gruzínský zápasník – volnostylař. V letech 2002 až 2012 reprezentoval Řecko. Jeho začátky nejsou dobře čitelné. Podle křestního jména je pravděpodobně rodákem z území Abcházie a do Tbilisi utekl během gruzínsko-abchazského konfliktu počátkem devadesátých let. Nechal si za úplatek vystavit nové papíry s o dva roky nižším datem narození (1975) aby mohl startovat v juniorských kategoriích. V Tbilisi se připravoval pod vedením Tengize Gambašidzeho a v roce 1996 pronikl do gruzínské seniorské reprezentace. V roce 2000 se kvalifikoval na olympijské hry v Sydney v lehké váze jako úřadující mistr Evropy, ale nepostoupil z náročné základní skupiny. Od roku 2002 se snižoval počet váhových kategorií a podobně jako v případě Aleksandra Dochturišviliho na něho nezbylo v gruzínské reprezentaci místo. Proto neváhal využít nabídky Řecka, které shánělo do svých řad schopné sportovce z cizích zemí. V roce 2004 startoval na olympijských hrách v Athénách v domácím prostředí z pořečtělovou variantou svého jména Emzarios Bedinidis. Ve velterové váze byl nalosován do těžké skupiny s největším favoritem Buvajsarem Sajtijevem, na kterého nestačil a do vyřazovacích bojů nepostoupil. V roce 2008 se kvalifikoval na své třetí olympijské hry v Pekingu. Po prohře ve čtvrtfinále se Soslanem Tydžyjevem z Uzbekistánu neuspěl ani v opravách a obsadil 9. místo. Od roku 2009 startoval ve střední váze, ve které se v roce 2012 neprobojoval na olympijské hry v Londýně. Následně ukončil sportovní kariéru. Žije v Tbilisi, kde se věnuje trenérské práci.